# Bartosz Dąbkowski
Bartosz Dąbkowski (* 7. Februar 1985) ist ein polnischer Eishockeyspieler, der seit 2013 beim KS Cracovia in der polnischen Ekstraliga spielt.    

## Karriere
Bartosz Dąbkowski begann seine Karriere als Eishockeyspieler in seiner Geburtsstadt in der Jugendabteilung des TKH Toruń. 2002 wechselte er in die polnische Eishockeyakademie und spielte für deren zweite Mannschaft in der zweitklassigen I liga. Nach zwei Jahren kehrte er in das Kulmerland zurück und spielte mit dem TKH Toruń in der Ekstraliga. 2006 gewann er mit seinem Stammverein den polnischen Pokalwettbewerb. 2009 wechselte er zum JKH GKS Jastrzębie, mit dem er 2013 nicht nur Vizemeister wurde, sondern erneut den Landespokal gewinnen konnte. Zuvor war 2011 bereits für das All-Star-Game der Ekstraliga nominiert worden. Trotz dieser Erfolge verließ er das Team aus Schlesien nach vier Jahren und schloss sich 2013 dem KS Cracovia an, mit dem er umgehend seinen dritten nationalen Pokalerfolg erringen konnte. 2016 gewann er mit dem Klub das Double und damit auch seinen ersten polnischen Meistertitel. Auch 2017 wurde er mit Cracovia polnischer Meister.

### International
Für Polen nahm Dąbkowski im Juniorenbereich an den U18-Weltmeisterschaften der Division II 2002 und der Division I 2003 sowie den U20-Weltmeisterschaften der Division II 2004 und der Division I 2005 teil. 
Im Seniorenbereich stand er erstmals bei der Olympiaqualifikation für die Winterspiele in Vancouver 2010 im polnischen Kader. Anschließend wurde er erst bei der Weltmeisterschaft 2014 wieder berücksichtigt und stieg dort mit den Polen von der B-Gruppe der Division I in die A-Gruppe auf. Auch in den Folgejahren kam er immer wieder zu Einsätzen in der polnischen Nationalmannschaft, wurde aber nicht mehr für Weltmeisterschaften nominiert.

## Erfolge und Auszeichnungen
- 2002 Aufstieg in die Division I bei der U18-Weltmeisterschaft der Division II
- 2004 Aufstieg in die Division I bei der U20-Weltmeisterschaft der Division II, Gruppe A
- 2006 Polnischer Pokalsieger mit dem TKH Toruń
- 2011 All-Star-Game der Ekstraliga
- 2013 Polnischer Pokalsieger mit dem JKH GKS Jastrzębie
- 2014 Polnischer Pokalsieger mit dem KS Cracovia
- 2014 Aufstieg in die Division I, Gruppe A, bei der Weltmeisterschaft der Division I, Gruppe B
- 2016 Polnischer Meister und Pokalsieger mit dem KS Cracovia
- 2017 Polnischer Meister mit dem KS Cracovia

## Statistik
(Stand: Ende der Saison 2017/18)